# Müggelsee
Der Müggelsee ist mit über 7,4 km² Wasserfläche der größte  Berliner See. Zur Abgrenzung von dem mit ihm verbundenen, nur 15 Hektar  großen Kleinen Müggelsee wird er als Großer Müggelsee bezeichnet. Der Müggelsee gehört zum Berliner Bezirk Treptow-Köpenick und ist aufgeteilt unter dessen Ortsteilen Köpenick (größter Teil, Süden), Friedrichshagen (Nordwesten) und Rahnsdorf (Nordosten, Kleiner Müggelsee). Das Südufer des Kleinen Müggelsees bildet die Grenze zum Ortsteil Müggelheim.
Der Müggelsee ist Bestandteil der Bundeswasserstraße Müggelspree (MgS) als Wasserstraßenklasse III, die rechtlich zur Spree-Oder-Wasserstraße gehört; zuständig ist das Wasserstraßen- und Schifffahrtsamt Spree-Havel.

## Geographie

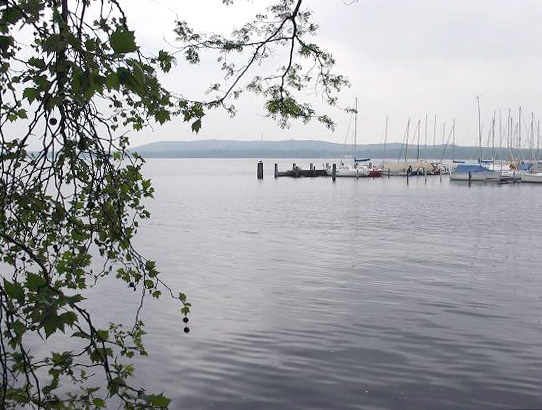
Müggelsee, Müggelberge am Horizont

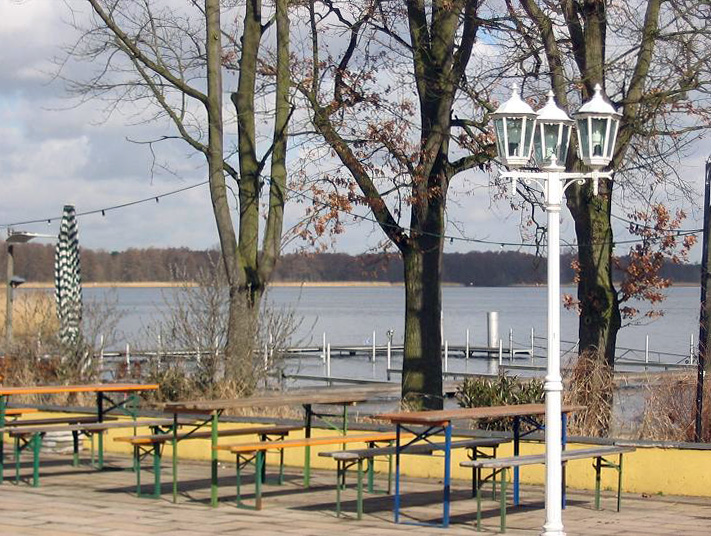
Restaurant am Müggelsee

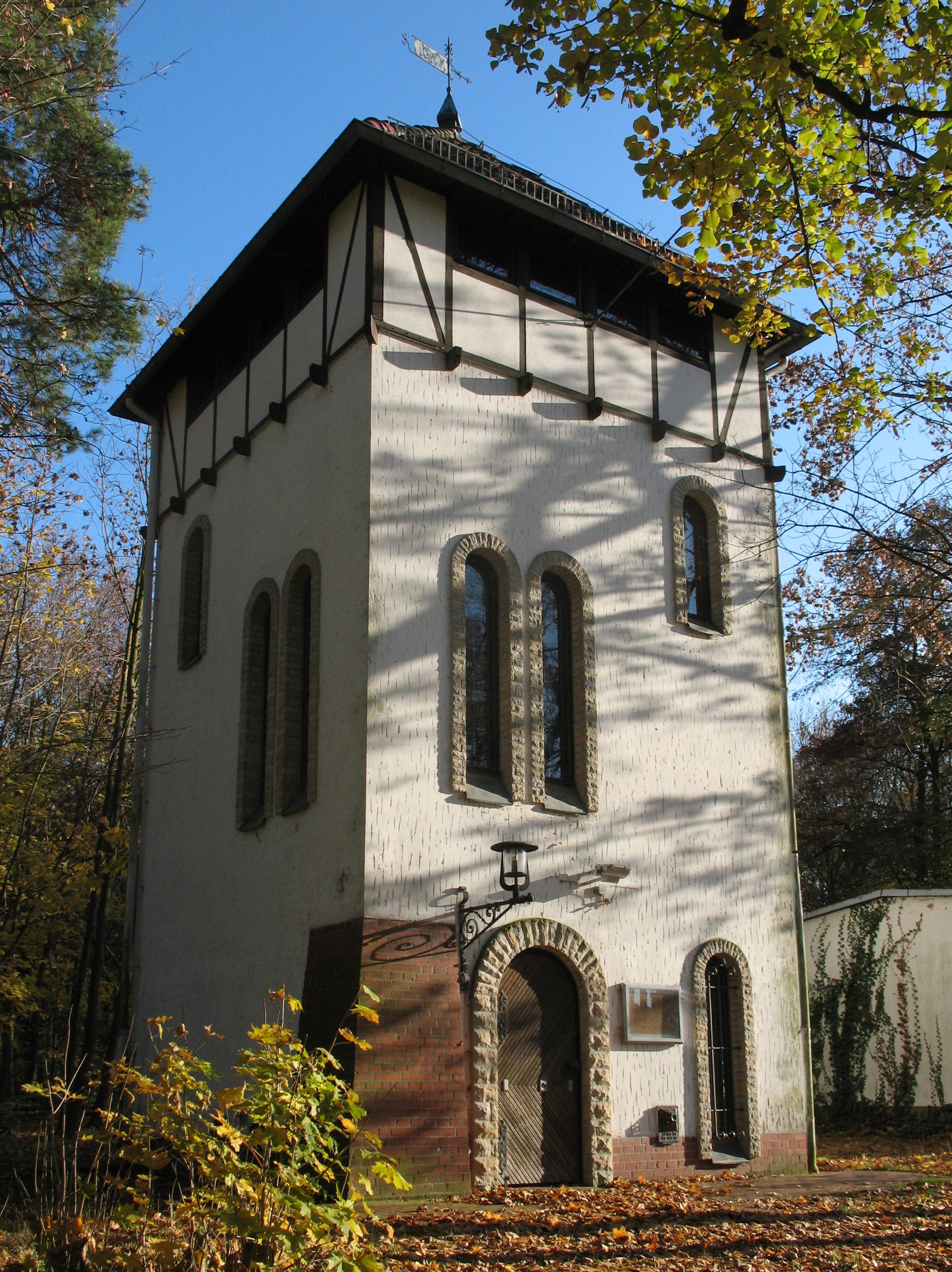
Wendenturm

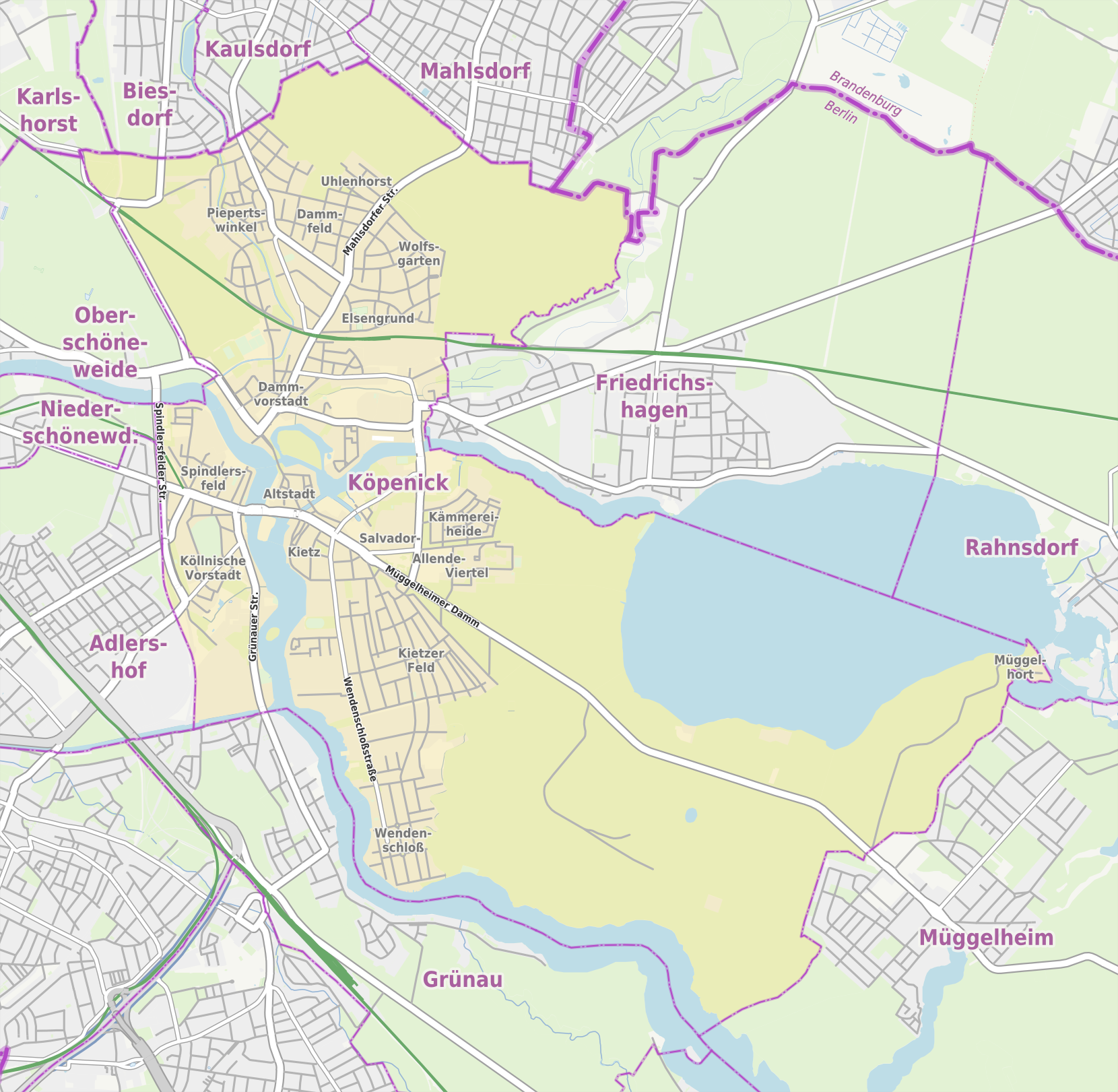
Ortsteilgrenzen im See

Der See hat eine Wasserfläche von über 7,4 Quadratkilometern (maximal 4,3 Kilometer lang; 2,6 Kilometer breit; dies schließt Die Bänke im Osten ein) und ist bis zu acht Meter tief. Der See und die am Südrand gelegenen Müggelberge, mit 115 Metern die höchsten natürlichen Berliner Erhebungen, entstanden während des Pleistozäns. Auf dem Kleinen Müggelberg wurde 1961 der vielbesuchte heutige Müggelturm errichtet, der einen weitreichenden Ausblick über den See und die Wälder bis hin zur Silhouette Berlins bietet.
Durch den Müggelsee fließt die Spree, die von der ehemaligen Schleuse Große Tränke, vier Kilometer westlich von Fürstenwalde, bis Köpenick als Müggelspree bezeichnet wird. Auf der Ostseite mündet das Fredersdorfer Mühlenfließ von Nordnordosten kommend in den See. Das am Nordufer des Müggelsees gelegene Wasserwerk Friedrichshagen entnimmt dem See einen Großteil seines Rohwassers. Außerdem befinden sich zahlreiche Tiefbrunnen in Ufernähe, die neben einem geringen Anteil Grundwasser vor allem Uferfiltrat fördern. Seit 2013 liegt jedoch die Sulfatbelastung im Müggelsee regelmäßig über den Trinkwassergrenzwerten, was langfristig problematisch für die Trinkwasserversorgung der Hauptstadt sein könnte. Die Sulfate stammen zum großen Teil aus den Tagebaugebieten des Lausitzer Braunkohlereviers.
Rund 750 Meter südlich des Großen Müggelsees liegt der kleine Teufelssee.

## Etymologie
Die ersten Nennungen des Wortbestandteils „Müggel“ finden sich laut Gerhard Schlimpert im „Codex diplomaticus Brandenburgensis“: 1394 als den Tyns in der Miggel und 1487 als von der Miggelseh. Die Etymologie bleibt unklar. Die traditionelle Ableitung aus dem urslawischen mogyla = Grab, Grabhügel, Erdhügel weist Schlimpert als nicht haltbar zurück. Wahrscheinlicher sei eine vorslawische, germanische Herkunft aus der indogermanischen Wurzel migh-, mighla = Nebel, Wolke, wozu beispielsweise das niederländische miggelen = staubregnen gehöre. Den Wortbestandteil „Heim“ im Namen des heutigen Berliner Ortsteils Müggelheim brachten nach Schlimperts Analysen um 1750 Pfälzer Siedler bei der Anlage des Dorfes aus ihrer Heimat Odernheim mit.

## Geschichte
Das heutige Strandbad Müggelsee wurde 1929/1930 nach Plänen von Martin Wagner und Friedrich Hennings erbaut, nachdem die alte Freibadanlage im September 1928 abgebrannt war.
Am 24. Mai 1932 landete das Flugschiff Dornier Do X auf dem Müggelsee, das seinerzeit größte Flugzeug der Welt, nach einem zweijährigen Repräsentationsflug durch Europa und nach Süd- und Nordamerika.
Anfang des 20. Jahrhunderts war der Müggelsee ein beliebtes Ziel für Maler, darunter Ernst Oppler, Ernst Ludwig Kirchner und Walter Leistikow.

## Freizeitnutzen und Verkehr

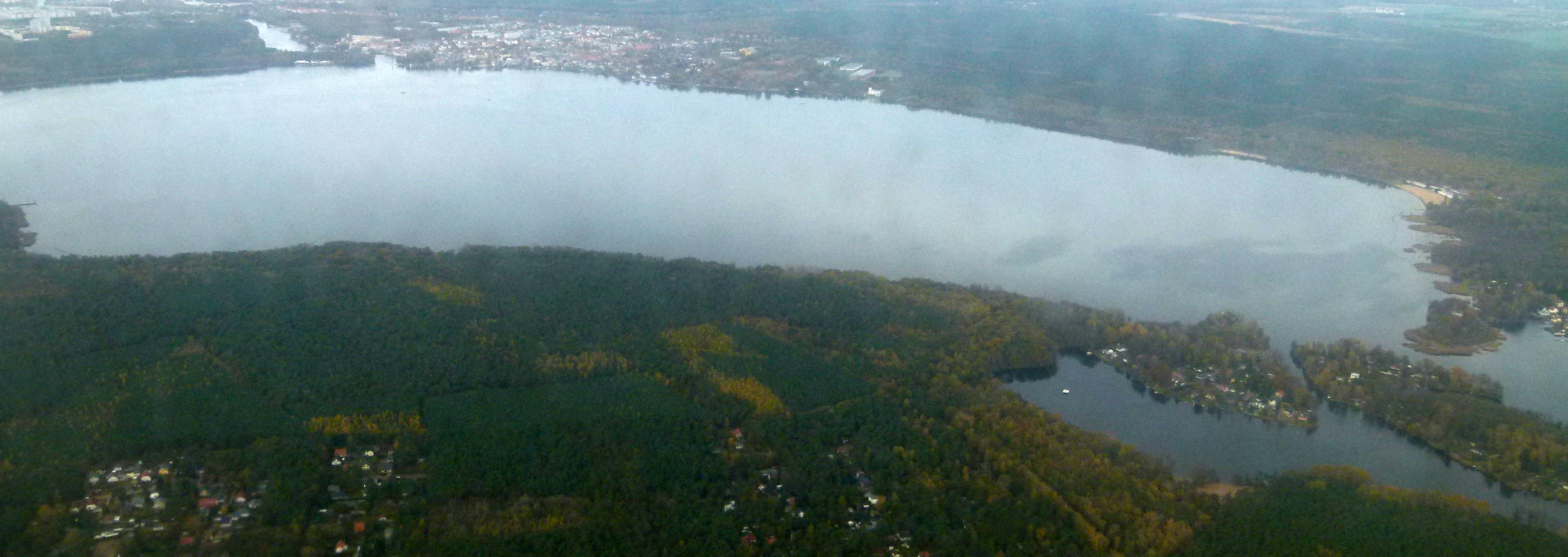
Blick auf den Großen und den Kleinen Müggelsee

Der Müggelsee hat vor allem für die östlichen Stadtteile Berlins einen hohen Freizeit- und Erholungswert. Allein das Strandbad Müggelsee wird von über 100.000 Menschen jährlich besucht (Stand: 2009). Der Große Müggelsee ist eine Binnenschifffahrtsstraße, es gilt die Binnenschifffahrtsstraßen-Ordnung und der SBF Binnen ist notwendig (sofern die Antriebsleistung 15 PS übersteigt oder es sich um ein Segelboot handelt), jedoch ist das Befahren mit Sportbooten mit in Betrieb gesetztem Verbrennungsmotor nur innerhalb der Fahrrinne in der Mitte des Sees gestattet. Nicht maschinenangetriebene Wasserfahrzeuge dürfen hingegen die gesamte Seefläche befahren. Neben dem Ausflugsverkehr mit Schiffen der Berliner Stern und Kreisschiffahrt und der Reederei Kutzker verkehrt auf der östlich angrenzenden Müggelspree auch die Fährlinie F23 Berliner Verkehrsbetriebe.
Am Müggelsee befinden sich außerdem je eine Wasserrettungsstation der DLRG in Friedrichshagen und des ASB in Rahnsdorf, die in den Sommermonaten am Wochenende besetzt sind.

## Natur- und Landschaftsschutz
Teile vom West- und Südufer des Müggelsees mit ihren vorgelagerten Wasserflächen, Uferabschnitte und Wasserflächen im Bereich Die Bänke sowie das Fredersdorfer Mühlenfließ mit angrenzenden Waldflächen wurden 2017 als Naturschutzgebiet„Müggelsee/Fredersdorfer Mühlenfließ“ ausgewiesen. Zugleich wurden der Müggelsee und Die Bänke auch Bestandteile des Landschaftsschutzgebietes „Müggelsee und Fredersdorfer Mühlenfließ“ sowie des Natura-2000-Gebietes „Müggelspree-Müggelsee“.
Der Müggelsee gehört zum Regionalpark Müggel-Spree, der – vom Müggel-Spree-Radweg durchzogen – Spree, Seenrinnen, bewaldete Höhenzüge und Dünen umfasst.

## Trivia
- Im Dezember 2013 erhielt ein bis dahin unbenannter Methansee auf dem Saturnmond Titan den Namen Müggel Lacus.[7]
- Hai-Alarm am Müggelsee ist eine Komödie aus dem Jahr 2013. Der Film spielt in Friedrichshagen mit der vermeintlichen Existenz eines Hais im Müggelsee.
- Der Spreetunnel Friedrichshagen sichert am Übergang des Sees in die Müggelspree unter dem Wasser die Verbindung zwischen Friedrichshagen und Köpenick.